# French Island (Pennsylvanie)
Pour les articles homonymes, voir French Island (homonymie).
French Island (en français : Île Française) est une île fluviale américaine située sur la Susquehanna, dans l'État de Pennsylvanie.

## Description
L'île, inhabitée et boisée, se trouve à proximité du village de Mifflinville (en). Elle s'étend sur 900 m, pour une largeur maximale de 250 m.